# Districtul Sidi Makhlouf
Sidi Makhlouf este un district din provincia Laghouat, Algeria.